# Dorfkirche Prießen

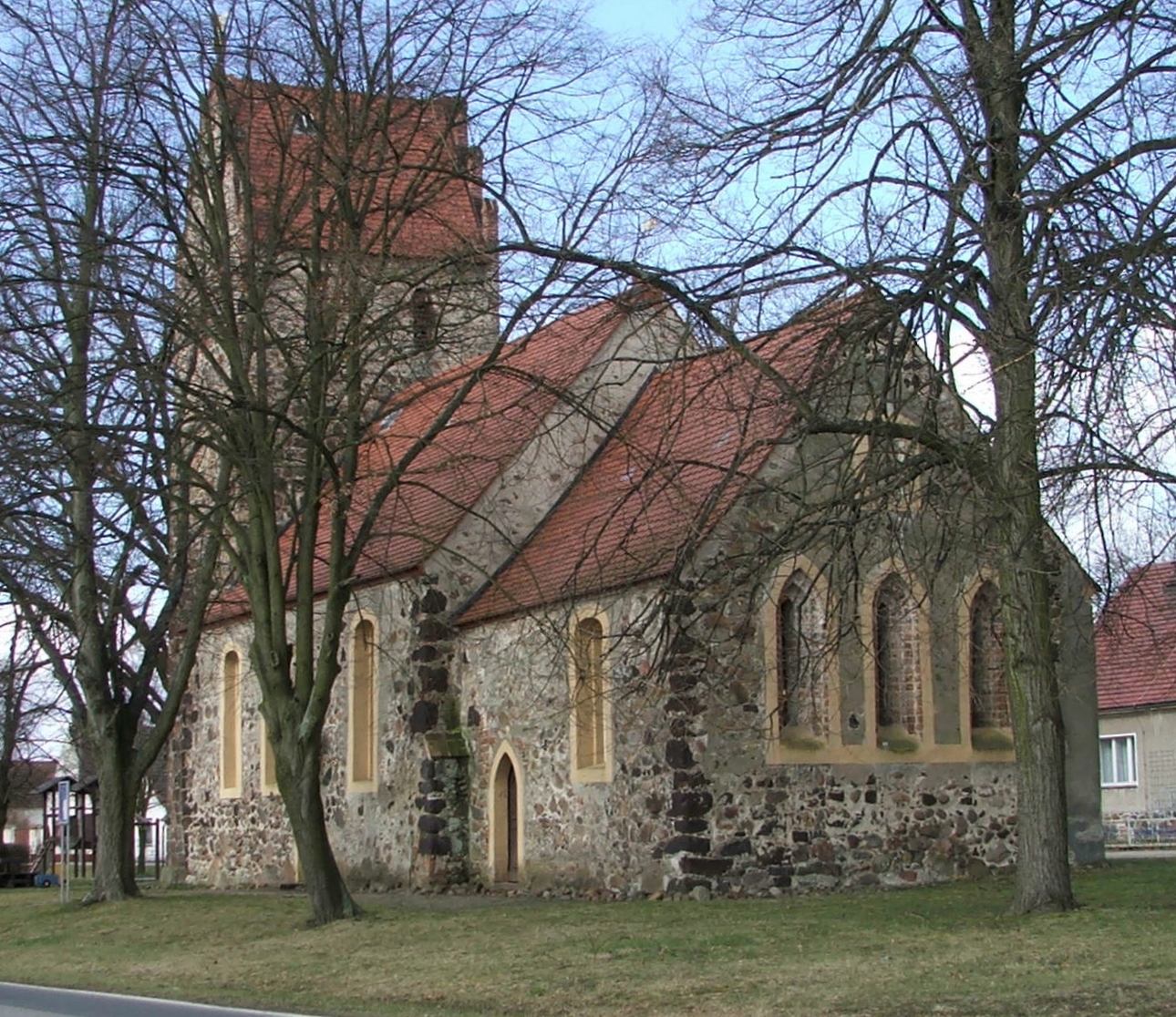
Dorfkirche Prießen

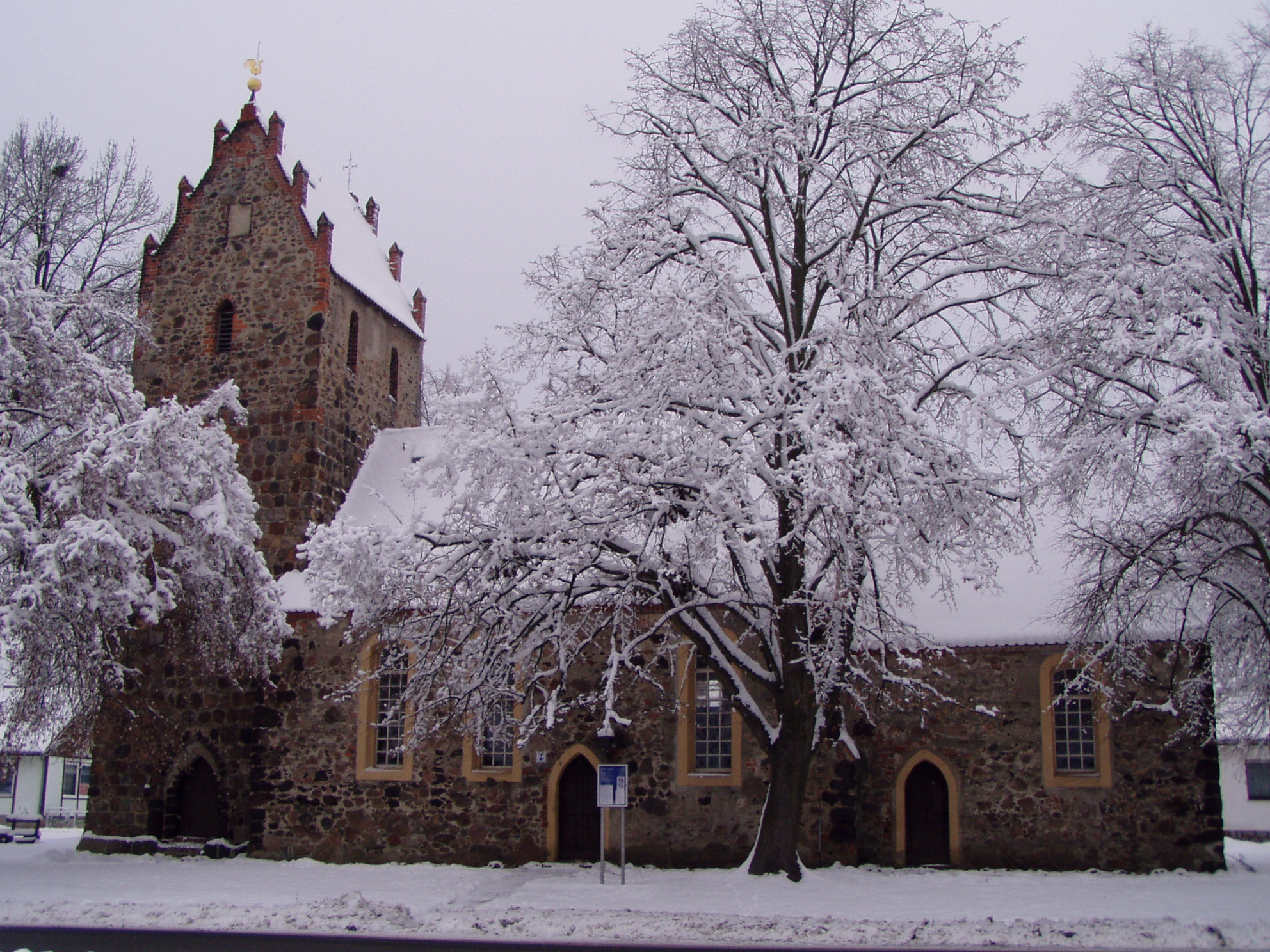
Ansicht von Süden im Winter

Die evangelische Dorfkirche Prießen ist eine gotische, später erneuerte Saalkirche im Ortsteil Prießen von Doberlug-Kirchhain im Landkreis Elbe-Elster in Brandenburg. Sie gehört zum Pfarrsprengel Buchhain im Kirchenkreis Niederlausitz der Evangelischen Kirche Berlin-Brandenburg-schlesische Oberlausitz.

## Geschichte und Architektur
Die Kirche ist eine Saalkirche aus Feldsteinmauerwerk mit eingezogenem, langgestrecktem Chor vermutlich aus dem 14. Jahrhundert; der ebenfalls leicht eingezogene Westturm ist älter (aus der zweiten Hälfte des 13. Jahrhunderts). Das Bauwerk wurde barock erneuert, dabei der Ostgiebel neu aufgemauert und das Oberteil des Turms errichtet.
Eine Restaurierung wurde in den Jahren 1974/75 vorgenommen. In der südlichen Turmwand ist ein spitzbogiges Stufenportal eingelassen. Die übrigen Öffnungen wurden bis auf die Dreifenstergruppe der Ostwand verändert, sie ist mit gestuften, nicht gestaffelten Lanzettfenstern mit Backsteinlaibung ausgestaltet. Innen gliedert ein spitzbogiger Triumphbogen den Raum. Barocke Emporen sind im Westen und an der Nordseite des Schiffs eingebaut; alle Holzteile wurden im Jahr 1906 neu gefasst.

## Ausstattung
Das Hauptstück der Ausstattung ist ein Schnitzaltar vom Ende des 15. Jahrhunderts, der neu gefasst und verändert wurde; er zeigt im Mittelschrein Maria zwischen den heiligen Nikolaus und Vitus (ursprünglich befand sich die Figur eines heiligen Sebastian an dieser Stelle), in den Flügeln sind je vier Heilige paarweise übereinander angeordnet. Die Predella wurde im Jahr 1677 zur Aufbewahrung von Brot und Wein verändert. Die Kanzel stammt aus dem Jahr 1592 und ist mit einem im Jahr 1906 ergänztem Schalldeckel versehen, sie wurde 1974 neu gefasst. Der romanische Taufstein besteht aus einer runden Kuppa mit Rundbogenfries (siehe auch Dorfkirche Zeckerin), der Fuß wurde später erneuert. Eine Sakramentsnische ist mit einer einfachen Gittertür gesichert.

## Orgel

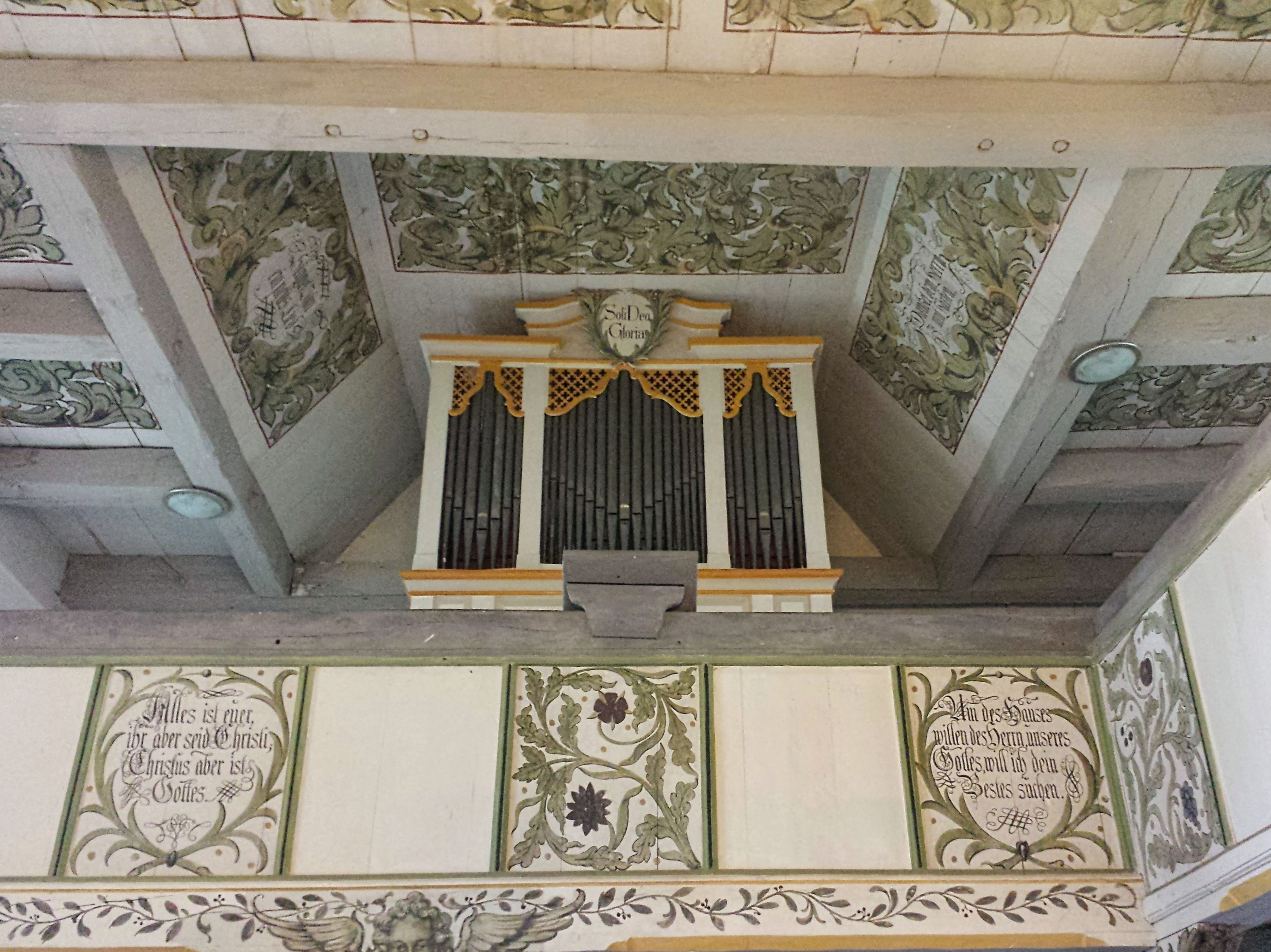
Orgel

Die Orgel ist ein Werk von Johann Christoph Schröther dem Jüngeren aus dem Jahr 1850 mit sieben Registern auf einem Manual und Pedal auf 8'-Basis. Das guterhaltene Instrument (selbst die Prospektpfeifen sind noch original) wurde 2010 von Markus Roth restauriert. Die Disposition lautet:
| Manual C–d3 |    |
| Principal   | 8′ |
| Gedact      | 8′ |
| Octave      | 4′ |
| Rohrflöte   | 4′ |
| Octave      | 2′ |

| Pedal C–d1 |    |
| Violon     | 8′ |
| Octavbaß   | 4′ |

Koppel: Pedalcoppel